# 356975 Aspriliopacelli
356975 Aspriliopacelli è un asteroide della fascia principale. Scoperto nel 1994, presenta un'orbita caratterizzata da un semiasse maggiore pari a 3,1266173 au e da un'eccentricità di 0,1075048, inclinata di 17,40891° rispetto all'eclittica.